# Vigased pruudid
Vigased pruudid (deutsch etwa „Die verunstalteten Bräute“) ist der Titel eines estnischen Stummfilms aus dem Jahr 1929.

## Film
Regie für die Komödie führten Johannes Loop und Konstantin Märska. Beide produzierten im selben Jahr auch den Abenteuerfilm Jüri Rumm. Es sind die beiden einzigen Spielfilme des estnischen Filmpioniers Konstantin Märska, die erhalten geblieben sind.
Produktionsfirma von Vigased pruudid war Märska Unternehmen Konstantin Märska Filmiproduktsioon. Die witzige und turbulente Handlung basiert auf einer Novelle des bekannten estnischen Schriftstellers Eduard Vilde.
Die Premiere des Films fand am 26. September 1929 statt. Die Kritiker lobten den Film vor allem für seine gelungene Darstellung des (Dorf-)Lebens in Estland.
Der Stoff wurde 1989 vom estnischen Fernsehen erneut verfilmt.

## Handlung
Mart Pajuvits ist ein verwitweter Familienvater und Landwirt im Dorf Lipuvere. Er möchte seine beiden Töchter Miina und Leena an die richtigen Ehemänner bringen, d. h. möglichst reich zu verheiraten. Die beiden jungen Frauen sind allerdings von den beiden südestnischen Freiern Enn und Jaak aus der Region Mulgimaa, die der Vater ausgesucht hat, wenig begeistert.
Die Töchter sinnen daher auf bauernschlaue Streiche, um die Pläne ihres starrköpfigen Vaters zu hintertreiben. Gemeinsam mit ihren beiden Liebsten aus dem Dorf, Joosep und Juhan, veranstalten sie großes Theater, um die Verehrer abzuschrecken. Miina beginnt zu hinken und Leena büßt ihr Gehör ein. Joosep und Juhan verschrecken die Heiratswilligen mit Gespenstergeschichten und treten dann selbst als verstorbene Ahnen in Erscheinung.